# Місцеві вибори в Хмельницькій області 2020
Місцеві вибори в Хмельницькому 2020 — чергові вибори хмельницького міського голови та вибори депутатів Хмельницької міськради,та Хмельницької облради що пройшли на 25 жовтня 2020 року. Виборці отримали на руки по чотири бюлетеня для голосування.

## Вибори мера

### Хмельницький
Мером міста в першому турі було переобрано Олександра Симчишина:
| Кандидат                                  | %       | Голосів |
| ----------------------------------------- | ------- | ------- |
| 1. Олександр Симчишин (ВО «Свобода»)      | 86,83 % | 74 062  |
| 2. Інна Ящук («Слуга народу»)             | 4,90 %  | 4 181   |
| 3. Анатолій Собко («За конкретні справи») | 2,56 %  | 2 184   |
| 4. Богдан Лукашук (ВО «Батьківщина»)      | 2,18 %  | 1 867   |
| 5. Іван Гончар («Сила і Честь»)           | 2,07 %  | 1 773   |

### Кам'янець-Подільський
I тур
| Кандидат                              | %       | Голосів |
| ------------------------------------- | ------- | ------- |
| 1. Володимир Мельниченко              | 40,47 % | 10 048  |
| 2. Михайло Посітко (ВО «Свобода»)     | 35,46 % | 8 803   |
| 3. Сергій Ведерников («Слуга народу») | 14,34 % | 3 560   |
| 4. Володимир Костинюк («УДАР»)        | 4,60 %  | 1 144   |

II тур
| Кандидат                          | %       | Голосів |
| --------------------------------- | ------- | ------- |
| 1. Михайло Посітко (ВО «Свобода») | 58,33 % | 15 404  |
| 2. Володимир Мельниченко          | 41,66 % | 11 001  |

## Вибори до обласної ради
| Місце | Партія                        | % голосів | Кількість голосів | Усього місць |
| ----- | ----------------------------- | --------- | ----------------- | ------------ |
| 1     | Команда Симчишина             | 19,04 %   | 71 305            | 13 / 64      |
| 2     | За Майбутнє                   | 18,24 %   | 68 305            | 13 / 64      |
| 3     | Слуга народу                  | 14,8 %    | 55 444            | 10 / 64      |
| 4     | За конкретні справи           | 14,04 %   | 52 604            | 10 / 64      |
| 5     | Європейська Солідарність      | 10,11 %   | 37 862            | 7 / 64       |
| 6     | ВО «Батьківщина»              | 9,21 %    | 34 502            | 7 / 64       |
| 7     | Радикальна партія Олега Ляшка | 5,16 %    | 19 286            | 4 / 64       |